# Gerbaix de Sonnaz
La famiglia Gerbais de Sonnaz, o talvolta Gerbaix de Sonnaz, Gerbais Sonnaz o Gerbais-Sonnaz, è una delle più antiche della Savoia, originaria di Chambéry, nella contea di Savoia . La famiglia Gerbaix de Sonnaz è suddivisa in un ramo del XV secolo, Gerbaix Châtillon Sonnaz e in un ramo cadetto di Gerbaix Habères de Sonnaz.

## Storia
La famiglia Gerbaix de Sonnaz risale al XIII secolo. L'araldista Jean-Louis Grillet indica l'esistenza di un Gui Gerbaix Sonnaz, che sarebbe un garante per il Conte Tommaso I di Savoia, per la dote della figlia Margherita, sposata con Hartmann I conte Kibourg, nel 1218
.
I primi personaggi che si fanno notare al servizio della dinastia sabauda sono i fratelli Pietro ad Ambiardo, entrambi consiglieri di Stato e, nella seconda metà del XIV secolo, tesorieri generali. In quest'epoca l'influenza della famiglia risulta essere notevole, come notevoli sono le alleanze matrimoniali e le giurisdizioni feudali di cui riesce ad entrare in possesso. 	
Nei secoli successivi Amedeo, consigliere ducale di Carlo Emanuele I, governatore di Rumilly, del forte dell'Annonciade, capitano generale e capo della cavalleria della Savoia. Dal maggiore dei suoi figli deriva il ramo primogenito della famiglia che ereditò dei Graneri. La linea secondogenita si distinse soprattutto grazie ad una serrata successione di generali ed alti ufficiali quali Giuseppe Ippolito (1744-1827).
L'annessione della Savoia alla Francia, in seguito al Trattato di Torino del 1860, porta alcuni dei discendenti del ramo cadetto, chiamati Habères a scegliere di risiedere in Italia .

## Titoli
Elenco parziale dei titoli che hanno portato la famiglia Gerbaix seguenti periodi:
- Marchese du Châtelet Crédoz (1894), La Roche (1894) 3;
- Conti di Sonnaz (14 giugno 1681) 1;
- Baroni di Aiguebelle, Arenthon, Bourget;
- Signori della Annunciazione, Chanaz, Charmettes, Faverges a Habères a Meral, in Mondesir, Novalaise, di Saint-Denis, di Sonnaz, Vivier;
- Co-signori di Verel a Vernaz.

Famiglia Gerbaix lega con varie famiglie nobili del Ducato di Savoia tra cui il Boringe Ginevra; il Seyssel Ambilly e Buffavent; il Langin; il Conzie; Favre Chanaz e Charmettes; il Lucinge Arenthon; il maresciallo-Saumont; il Menthon-La Balme e Marest e altre.

## Personalità notabili
- Ettore Gerbaix de Sonnaz militare e politico italiano
- Carlo Alberto Gerbaix de Sonnaz militare e politico italiano
- Maurizio Gerbaix de Sonnaz militare e politico italiano
- Giuseppe Gerbaix de Sonnaz militare e politico italiano

| Controllo di autorità | VIAF (EN) 316581644 · LCCN (EN) sh89006057 · BNF (FR) cb12070634v (data) · J9U (EN, HE) 987007282249605171 |